# Ё
Ё, ё は、キリル文字のひとつ。Еにトレマないしウムラウトを付した文字で、ラテンアルファベットのËと同形。ロシア語、ベラルーシ語、及びいくつかの非スラヴ語（キルギス語、モンゴル語、ウズベク語、チュヴァシ語など）で用いられる。

## 呼称
- ブルガリア語 : ヨ
- ロシア語 : ヨー
- ベラルーシ語 : ヨー

## 音素
原則として/jo/を表す。
- ロシア語、ベラルーシ語では常にアクセントを持つ[1]。

## アルファベット上の位置
ロシア語、ベラルーシ語の第7字母である。

## 概要
元々はЕと同じ文字であり、18世紀末から用いられていたが、独立した文字として正式にロシア語のアルファベットに組み込まれたのは1942年のことである。Ёを独立した文字とすべしとの主張は19世紀からあったが、1918年の文字改革でも実現されなかった。現在ではЕとは別の文字とされているものの、Ёの上のトレマは多くの場合省略され、Еと書かれる（特に新聞等では、все / всёのような紛らわしい場合も含め、ほぼ全て省略される）。辞書の見出し語の語順でも、Ёは通常Еと区別されない。
ロシア語、ベラルーシ語以外のスラヴ語では、ウクライナ語の古い表記法のいくつかにЁが取り入れられたことがある他は、原則として使われていない。ブルガリア語や現代ウクライナ語では、この文字を使わず、代わりにьоやйоで表す。

## Ёに関わる諸事項
- ёж（ハリネズミ、主格） - ежа（同生格）のような例からも分かるように、ЕとЁは単に字形が似ているだけではなく、形態音韻論の点から見ても関係が深い。

## 符号位置
| 大文字 | Unicode | JIS X 0213 | 文字参照        | 小文字 | Unicode | JIS X 0213 | 文字参照        | 備考 |
| ------ | ------- | ---------- | --------------- | ------ | ------- | ---------- | --------------- | ---- |
| Ё      | U+0401  | 1-7-7      | &#x401; &#1025; | ё      | U+0451  | 1-7-55     | &#x451; &#1105; |      |